# Abdulla Al-Marzooqi
Abdulla Al-Marzooqi (en árabe: عبد الله المرزوقي‎, Baréin, 12 de diciembre de 1980) es un exfutbolista de Baréin que jugaba en la posición de defensa.

## Carrera

### Club
| Periodo   | Club             |
| --------- | ---------------- |
| 2000-2004 | Riffa SC         |
| 2004-2006 | Al-Rayyan SC     |
| 2006-2007 | Al-Tai FC        |
| 2007–2010 | Al Kuwait Kaifan |
| 2010–2011 | Al-Sailiya SC    |
| 2011–2013 | Riffa SC         |
| 2013–2014 | Busaiteen Club   |
| 2014–2016 | East Riffa Club  |

### Selección nacional
Jugó para Baréin en 113 ocasiones de 2001 a 2013 y anotó 10 goles; participó en dos ediciones de la Copa Asiática y en los Juegos Asiáticos de 2002.

## Logros
- Liga Premier de Baréin (3): 2000, 2003, 2012
- Copa del Rey de Baréin (1): 2014
- Copa FA de Baréin (3): 2000, 2001, 2004
- Copa Príncipe de la Corona de Baréin (3): 2002, 2003, 2004
- Supercopa de Baréin (1): 2014
- Segunda División de Baréin (1): 2014
- Copa del Emir de Catar (1): 2005-06
- Liga Premier de Kuwait (1): 2007-08
- Copa del Emir de Kuwait (1): 2009
- Copa de la Corona de Kuwait (2): 2008, 2010
- Supercopa de Kuwait (1): 2010
- Copa Federación de Kuwait (1): 2009-10
- Copa AFC (1): 2009

## Estadísticas

### Goles con selección nacional
| #   | Fecha      | Sede                                                  | Rival          | Resultado | Torneo                                               |
| --- | ---------- | ----------------------------------------------------- | -------------- | --------- | ---------------------------------------------------- |
| 1.  | 21-10-2001 | Bahrain National Stadium, Riffa, Baréin               | Irán           | 3-1       | Clasificación para la Copa Mundial de Fútbol de 2002 |
| 2.  | 30-1-2002  | King Fahd International Stadium, Riad, Arabia Saudita | Omán           | 1-1       | Copa de Naciones del Golfo de 2002                   |
| 3.  | 19-9-2003  | Bahrain National Stadium, Riffa, Baréin               | Líbano         | 4-3       | Amistoso                                             |
| 4.  | 20-10-2003 | Bahrain National Stadium, Riffa, Baréin               | Birmania       | 4-0       | Clasificación para la Copa Asiática 2004             |
| 5.  | 17-12-2004 | Ahmed bin Ali Stadium, Al-Rayyan, Catar               | Arabia Saudita | 3-0       | Copa de Naciones del Golfo de 2004                   |
| 6.  | 3-8-2005   | Bahrain National Stadium, Riffa, Baréin               | Turkmenistán   | 5-0       | Amistoso                                             |
| 7.  | 27-10-2005 | Bahrain National Stadium, Riffa, Baréin               | Panamá         | 5-0       | Amistoso                                             |
| 8.  | 12-1-2007  | Maktoum bin Rashid Al Maktoum Stadium, Dubái, UAE     | Yemen          | 4-0       | Amistoso                                             |
| 9.  | 12-1-2007  | Maktoum bin Rashid Al Maktoum Stadium, Dubái, UAE     | Yemen          | 4-0       | Amistoso                                             |
| 10. | 21-1-2007  | Al-Nahyan Stadium, Abu Dhabi, UAE                     | Irak           | 1-1       | Copa de Naciones del Golfo de 2007                   |